# Juan de la Cámara
Juan de la Cámara (Alcalá de Henares, España, 1525 -  Mérida,Yucatán, 1602) fue un destacado conquistador español e hidalgo que desempeñó un papel crucial en la conquista y colonización de Yucatán durante el siglo XVI. 
Proveniente de la familia de la Cámara, un linaje noble originario de los Reinos de Castilla y Portugal cuyo legado se remonta a eventos clave como la Reconquista y la consolidación del dominio cristiano en la península ibérica.
En 1487, durante el sitio de Málaga, los Reyes Católicos Fernando e Isabel, armaron Caballero de la Orden de Espuelas Doradas a Alfonso Ruiz de la Cámara, abuelo de don Juan, ocasión en que le fueron refrendadas sus armas heráldicas —torre de oro entre dos lobos negros—, siendo la familia Cámara una de las pocas en Yucatán que gozan del privilegio de la prueba armera, es decir del uso autentificado de escudo de armas.
Desde su llegada a la Nueva España en 1539, se unió a Francisco de Montejo el mozo en la Conquista de Yucatán. Como uno de los principales colaboradores de los Montejo, desempeñó roles importantes en la fundación de Mérida, Yucatán. Además de ocupar cargos destacados como alcalde y alguacil mayor de la ciudad, también fue un miembro prominente en el primer cabildo de la misma.
Su descendencia mantuvo una prominente posición en la sociedad yucateca durante siglos, preservando su identidad y estatus social a lo largo de generaciones. Los miembros de la familia de la Cámara continuaron contribuyendo significativamente a la política, la cultura y la economía de la región incluso después de la independencia de México. Además, fueron propietarios de Cancún durante un período importante de su historia.

## Orígenes familiares
Nacido en Alcalá de Henares en 1525, Juan de la Cámara provenía de una distinguida familia con linaje noble en los Reinos de Castilla y Portugal.
Juan de la Cámara podía rastrear su árbol genealógico hasta el siglo XIII, con antepasados que lucharon durante la Reconquista y la consolidación del dominio cristiano en la península ibérica. En 1227, Gonzalo de la Cámara, su ancestro, fue ennoblecido por su destacada actuación en la defensa de Baeza durante un asedio musulmán, bajo el reinado de Fernando III. Esta valiente defensa llevó a la liberación de la ciudad, consolidando así el dominio cristiano en la región.

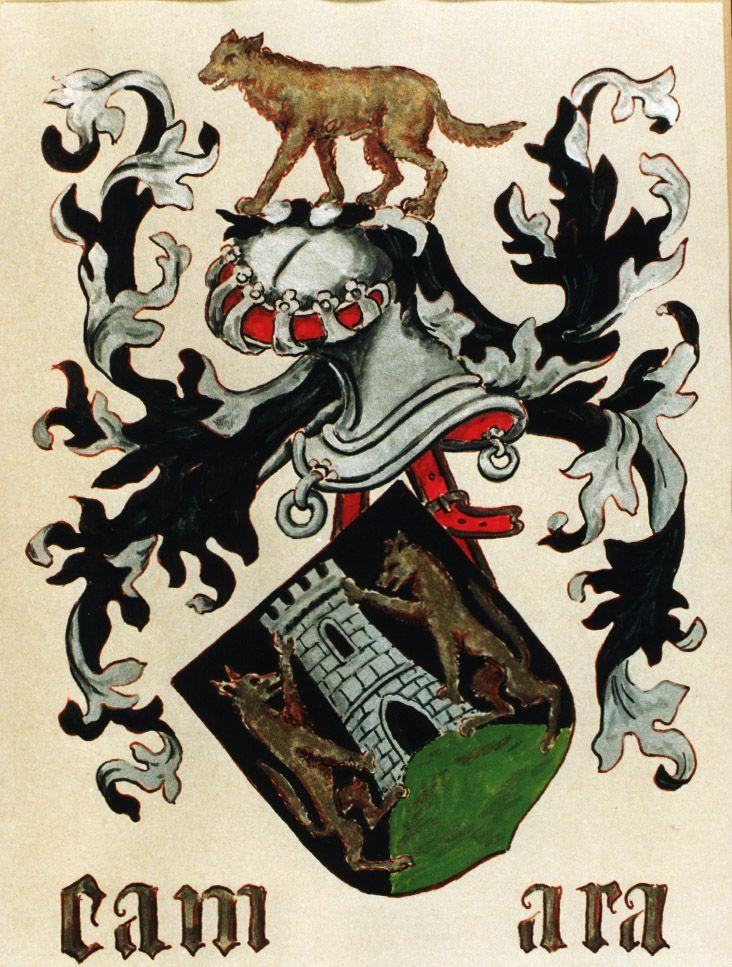
El escudo de armas de la familia de la Cámara fue otorgado por Fernando III, rey de Castilla, en 1227. Esta copia se encuentra en el Livro do Armeiro-Mor, un armario portugués que data de 1520 e incluye la heráldica de las familias reales y nobles más importantes de Europa.

Los antecedentes familiares de Juan de la Cámara incluyen a destacados miembros como Fernando Alonso Gómez Ruiz de la Cámara, quien obtuvo el título de mayordomo mayor del rey Enrique III de Castilla, y Alfonso Ruiz de la Cámara, quien sirvió valientemente a los Reyes Católicos durante importantes conflictos como el Sitio de Málaga (1487) y la Guerra de Granada (1492). Además, Alfonso Gómez Fernández de la Cámara fue reconocido por su habilidad y prestigio en la administración real bajo el reinado de Juan II de Castilla.
En el ámbito cultural, la familia también cuenta con figuras destacadas como Juan Rodríguez de la Cámara, un renombrado poeta del siglo XV, cuya obra ha dejado una marca significativa en la literatura española.
En el Reino de Portugal, la familia Cámara se destacó como una distinguida estirpe desde el año 1418, cuando João Gonçalves da Câmara (Zarco) descubrió y conquistó el archipiélago de Madeira. A lo largo de quinientos años, sus descendientes se convirtieron en una de las familias más influyentes del país, ostentando títulos nobiliarios como el condado de Calheta (1576), el condado de Vila Franca (1583), el condado de Ribeira Grande (1662), el marquesado de Castelo Melhor (1766), el condado de Taipa (1823), el marquesado de Ponta Delgada (1835) y el condado de Canavial (1880), entre otros. Esta influencia se vio reflejada en el Livro do Armeiro-Mor, un importante armorial portugués que incluía las armas de la realeza y principales familias nobles de Europa.
Dos descendientes de esta familia, Martin y Luis Gonçalves da Câmara, ambos jesuitas, ejercieron significativa influencia sobre el rey Sebastián de Portugal, aumentando el prestigio de la familia Câmara en la corte y la política portuguesa.Luis Gonçalves da Câmara también desempeñó un papel importante en la vida de San Ignacio de Loyola, siendo elegido por él para recopilar y relatar la historia de su vida, lo que resultó en la Autobiografía de San Ignacio.
La rama portuguesa de la familia también se estableció en las Azores, y sus miembros ocuparon posiciones de poder y gobierno en estas islas durante siglos. En 1583, Felipe II de España reconoció su apoyo durante la guerra de sucesión portuguesa. A pesar de altibajos y conflictos, la familia Cámara mantuvo una presencia influyente en la política y sociedad portuguesa hasta el colapso de la monarquía en 1910, cuando los títulos nobiliarios fueron abolidos.
Así, se puede afirmar que Juan de la Cámara poseía una herencia noble y distinguida, respaldada por los más antiguos y prestigiosos documentos de nobleza ancestral entre los conquistadores españoles. Estos documentos, fechados el 24 de octubre de 1581 y presentados ante Lorenzo Suárez de Mendoza, virrey de la Nueva España, atestiguan la distinguida ascendencia y los servicios destacados de la familia en la historia de España. Su nobleza ancestral se remonta a los primeros tiempos de la Reconquista y su participación en eventos cruciales ha sido debidamente reconocida y documentada, otorgándoles un lugar destacado entre las familias nobles de la época.

## Biografía

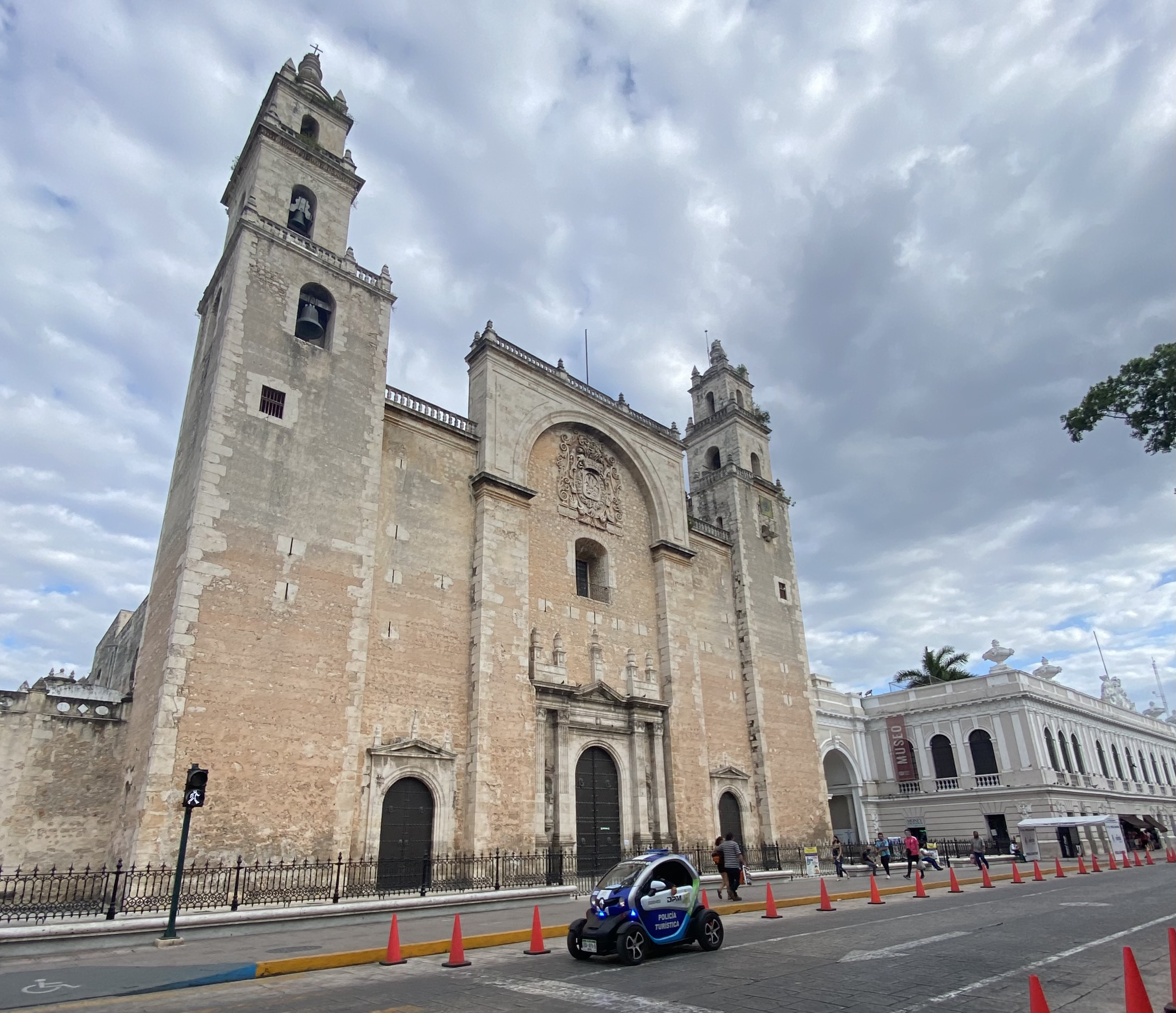
En 1542, Juan de la Cámara fue uno de los fundadores de Mérida, la segunda ciudad española erigida en la península de Yucatán. La Catedral de San Ildefonso, mostrada aquí, fue construida por los españoles entre 1561 y 1598.

Bajo el sistema de primogenitura masculina, todas las propiedades de la familia de la Cámara pasarían al hijo mayor. Como hijo menor de una familia noble, Juan de la Cámara buscó hacer fortuna en las Américas, que estaban siendo exploradas y colonizadas por españoles y portugueses a principios del siglo XVI. Llegó al Nuevo Mundo en 1539, a la edad de catorce años.
A principios de 1541, se unió a Francisco de Montejo el mozo en Campeche, entonces la única ciudad española en la península de Yucatán. Montejo, quien lideraba un ejército de aproximadamente 400 soldados españoles, nombró a Juan de la Cámara como uno de sus principales comandantes militares, a pesar de su juventud. Poco después de establecer la presencia española en Campeche, Montejo convocó a los señores mayas locales y les ordenó que se sometieran a la Corona Española. Varios señores decidieron someterse pacíficamente. Así, la región occidental de Yucatán fue conquistada sin resistencia significativa, facilitando el establecimiento de la autoridad española y allanando el camino para desarrollos coloniales posteriores en la zona.
El 6 de enero de 1542, los conquistadores fundaron la ciudad de Mérida, solo la segunda ciudad española en la península de Yucatán, después de Campeche. Mérida tomó su nombre debido a que las ruinas mayas descubiertas por los conquistadores en el asentamiento de Ti'ho se asemejaban a las ruinas romanas de Augusta Emerita en Mérida, España. La ciudad adquirió el apodo de "La Ciudad Blanca", posiblemente debido al uso de piedra caliza blanca en las fachadas de sus edificios coloniales. Otra teoría sugiere que el apodo surgió porque desde la época colonial hasta mediados del siglo XIX, Mérida fue una ciudad amurallada diseñada para proteger a la población predominantemente europea (peninsulares y criollos) de los levantamientos periódicos de los indígenas mayas, que culminaron con la Guerra de Castas de Yucatán entre 1847 y 1901.
Mientras Montejo ejercía como alcalde mayor de Mérida, Juan de la Cámara fue invitado a participar en el primer cabildo como alguacil mayor, a pesar de tener solo diecisiete años en ese momento. En este cargo, era responsable de hacer cumplir la justicia y perseguir a los criminales. Al igual que otros miembros del cabildo, tomaba posesión legal de propiedades en nombre de la ciudad. También tenía la autoridad para ejecutar órdenes de arresto emitidas por el virrey, la real audiencia, el corregidor o el alcalde mayor.
En 1565, fue elegido como alcalde de Mérida.
Juan de la Cámara también participó en la exploración de la región entre El Cuyo en Yucatán y el lago Izabal en Guatemala. La Corona española otorgó a Juan de la Cámara encomiendas, incluyendo los pueblos de Cahabón, Ixtutz, Euán (Tixkokob) y Sinanché.
Sus observaciones sobre la civilización maya, contenidas en sus cartas a Carlos V, conocidas como las "cartas de relación de Sinanché y Egum", continúan siendo citadas por académicos.
Falleció en Mérida, Yucatán en 1602.

## Matrimonio y descendencia
En 1563, Juan de la Cámara se casó con Francisca de Sandoval y Méndez de Soto, hija de Gónzalo Méndez de Soto, otro conquistador, y Ana de Sandoval Acosta.Se trataba pues de la sobrina de Hernando de Soto, quien participó en la conquista del Perú, fue gobernador de Cuba y Adelantando de Florida, siendo uno de los primeros europeos en adentrarse en el territorio de los actuales Estados Unidos. Asimismo, la hermana de Francisca,  Catalina de Sandoval y Méndez, estaba casada con Guillén de las Casas, gobernador de Yucatán entre 1577 y 1582.
Entre 1564 y 1587, la pareja procreó nueve hijos: Beatriz, Juan, Bernardino, Diego, Tomás, Mariana, Baltazar, Francisca y Gregorio.
Entre ellos, cabe destacar que varios de sus descendientes se casaron con descendientes de otros conquistadores. Por ejemplo, una de sus hijas, Beatriz, contrajo matrimonio con Juan de Magaña y Pacheco, mientras que otra, Mariana, se casó con Francisco de Montejo y Maldonado, nieto de Francisco de Montejo.
Su hijo mayor, Juan de la Cámara y Sandoval, siguió los pasos de su padre, fungiendo dos periodos como alcalde de Mérida en 1609 y 1613. Durante la época colonial, varios de sus descendientes también ocuparon el cargo de alcalde en Mérida: Juan Antonio de la Cámara y Solís (1753), Gregorio de la Cámara (1769, 1780, 1788), José de la Cámara y del Castillo (1782, 1792), y Cristóbal de la Cámara (1786).

Sus descendientes se convirtieron en una prominente familia de la aristocracia novohispana, manteniendo su identidad y continuidad durante más de dieciocho generaciones, evitando la pérdida de su apellido familiar o estatus social. Los miembros de la familia frecuentemente se casaban con otras familias aristocráticas de ascendencia europea. A lo largo de los siglos, sus descendientes han incluido a destacados estadistas, militares, figuras eclesiásticas, terratenientes, industriales y filántropos (véase familia de la Cámara). Como bien señala la Dra. Manuela Cristina García Bernal: 
"Un estudio genealógico de las diferentes familias terratenientes [...] demuestra hasta qué punto formaron una casta dentro de la sociedad yucateca y en qué medida tenían conciencia de pertenecer a un grupo privilegiado [...] a lo largo de los siglos, fueron un grupo aparte [...] Con el estudio de los documentos referentes a concesiones de encomiendas, pudimos vislumbrar desde el principio la existencia de una aristocracia criolla. Pero a medida que avanzamos en nuestras investigaciones, nos dimos cuenta de que lo que realmente existía era una pequeña y cerrada oligarquía que, mediante la práctica de la endogamia, había logrado mantener sus distinguidos antecedentes incluso enriqueciéndolos a través de nuevas conexiones con los descendientes de otros conquistadores [...] es curioso e interesante observar cómo todas las familias están estrechamente vinculadas entre sí, hasta el punto de estar todas relacionadas directa o indirectamente. Lo que es significativo es que la gran mayoría de todas estas familias pueden presumir de descender de los conquistadores más prominentes [...] Aparentemente, parece lógico que todos los habitantes criollos de Yucatán descendieran de los primeros conquistadores. Pero lo que ya no es tan normal [...] es que de todos los hombres que se distinguieron en la conquista de Yucatán — Francisco de Montejo, Gaspar y Melchor Pacheco, Juan de Magaña, Juan de la Cámara, [...] etc. — solo unos pocos se destaquen como ancestros comunes de muchas de las familias yucatecas [...] La consecuencia es la misma: una sociedad cerrada que ha defendido a toda costa su origen conquistador mediante el matrimonio con otras familias de similar ascendencia." 
Los descendientes de Juan de la Cámara fueron propietarios de Cancún durante mucho tiempo, un importante destino turístico en el Caribe.
La familia Cámara ejerció una influencia significativa en Yucatán durante la segunda mitad del siglo XIX y principios del siglo XX, cuando la región se convirtió en el principal productor mundial de fibra de henequén, crucial para la Segunda Revolución Industrial y la carrera armamentista naval previas a la Primera Guerra Mundial. Raymundo Cámara fue un destacado terrateniente e industrial, junto con otros miembros de la familia, controlando la producción y el comercio de henequén, y también influenciando en la política regional como parte de una oligarquía conocida como la casta divina. Durante el siglo XX, los descendientes de esta familia tuvieron un papel destacado en diversos campos, incluida la política, la cultura, el arte y la diplomacia. Sin embargo, la Revolución mexicana y la posterior expropiación de haciendas marcaron el declive de su influencia y el fin de una era de prosperidad en Yucatán.